# Condado de Randolph (Indiana)
O Condado de Randolph é um dos 92 condados do estado americano de Indiana. A sede do condado é Winchester, e sua maior cidade é Winchester. O condado possui uma área de 1 174 km² (dos quais 1 km² estão cobertos por água), uma população de 27 401 habitantes, e uma densidade populacional de 23 hab/km² (segundo o censo nacional de 2000). O condado foi fundado em 1818.